# Platypilumnus soelae
Platypilumnus soelae is een krabbensoort uit de familie van de Mathildellidae. De wetenschappelijke naam van de soort is voor het eerst geldig gepubliceerd in 1987 door Garth.